# Type 74 (mitragliatrice)
La Type 74 è una mitragliatrice media da 7,62 mm di fabbricazione giapponese, progettata e prodotta da Nittoku Metal Industries e  Sumitomo Heavy Industries. 
Viene utilizzata prevalentemente come arma fissa installata sui veicoli blindati e i carri armati della Forza terrestre di autodifesa giapponese. Impiega come munizionamento i proiettili 7,62 × 51 mm NATO.

## Progetto e sviluppo
La Type 74 venne concepita per sostituire le Browning M1919 usate come mitragliatrici fisse montate sui carri armati. Il progetto e la realizzazione furono affidati  alla Nittoku Metal Industries (in giapponese Nittoku Kinzoku Kōgyō), azienda che nel 1982 fu acquisita da Sumitomo Heavy Industries. Lo sviluppo avvenne dal 1962 al 1974, e anche in questo caso fu guidato dall'ingegnere Masaya Kawamura, artefice di altri numerosi progetti.

## Caratteristiche tecniche
La mitragliatrice Type 74 è derivata dalla precedente Type 62, anch'essa da 7,62 mm, con i meccanismi fondamentali quasi identici, ma con l'aggiunta di un diverso meccanismo di scatto simile alla Browning M2. Per la ricarica automatica utilizza un pistone a recupero di gas. La cadenza di fuoco è circa tra 700 e 1.000 colpi al minuto.
Normalmente la mitragliatrice Type 74 è  montata in posizione fissa sui veicoli, e nei carri armati è coassiale al cannone principale, a eccezione della versione Model 1 che può essere smontata e installata su un treppiede per essere impiegata singolarmente.